# 辛根河棕鱸
辛根河棕鱸（拉丁語：Badis singenensis），為輻鰭魚綱鱸形目鱸亞目棕鱸科的其中一種，分布於亞洲印度淡水流域，為熱帶淡水魚類，體長可達3.7公分，棲息在底中層水域，生活習性不明。